# 와랑갈

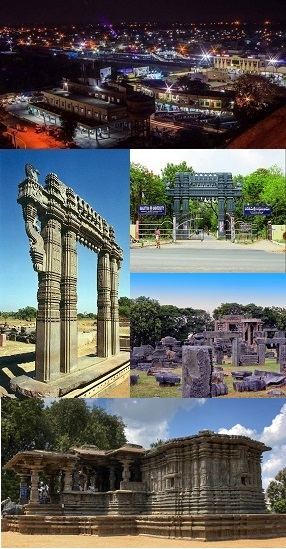

와랑갈(텔루구어: వరంగల్, 영어: Warangal)은 인도 텔랑가나주의 도시로, 하이데라바드(텔랑가나 주의 주도)에서 북동쪽으로 148km 정도 떨어진 곳에 위치하며 인구는 528,570명(2001년 기준)이다. 주요 산업은 농업이다.